# Johann Sebastian Bach (film 1985)
Johann Sebastian Bach è una serie televisiva del 1985 diretto da Lothar Bellag e basato sulla vita del compositore tedesco Johann Sebastian Bach.